# Ignis Brunensis

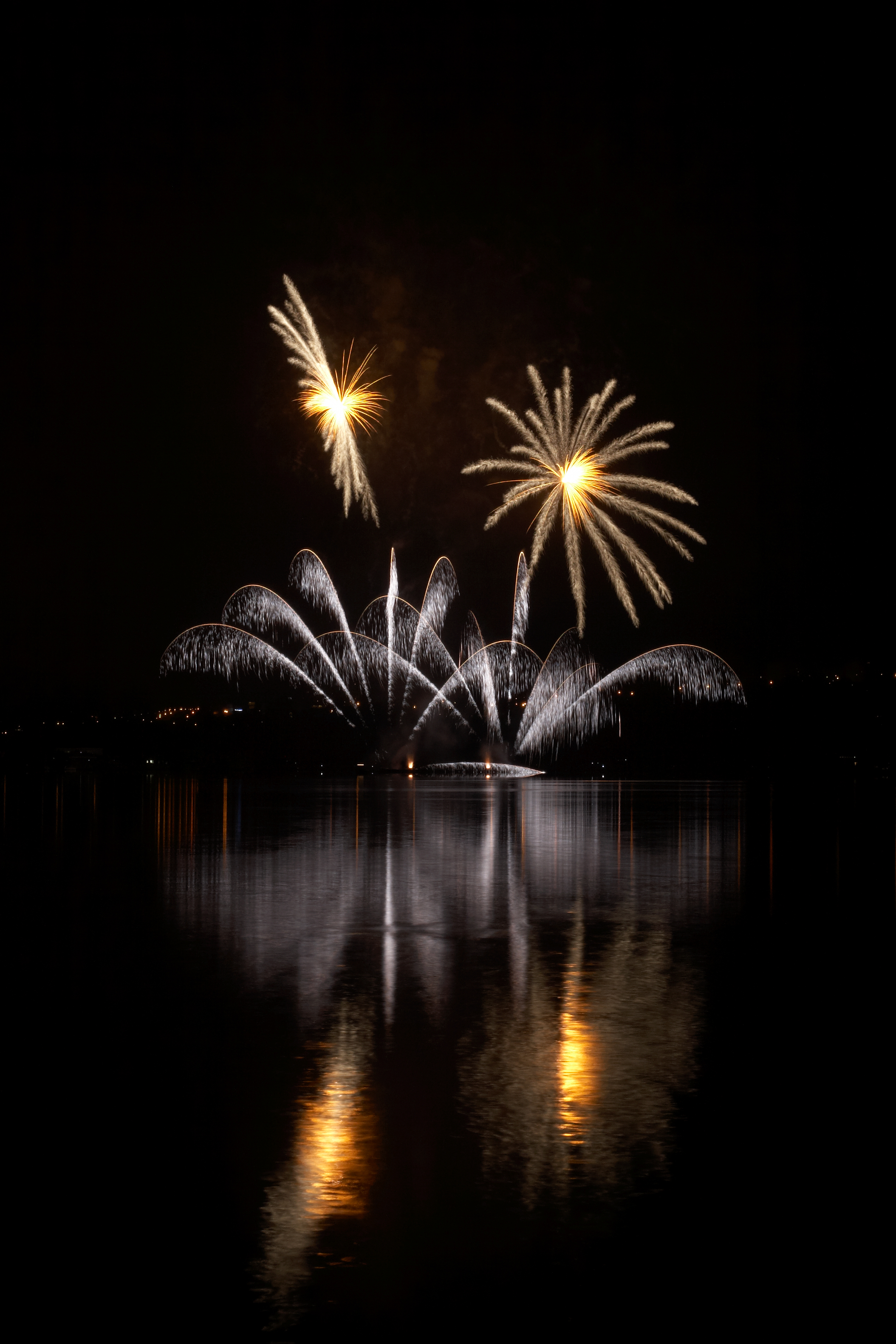
Představení Macedo's Pirotecnia na přehlídce Ignis Brunensis 2007

Ignis Brunensis je mezinárodní soutěžní přehlídka ohňostrojů zahraničních i českých firem zabývajících se tímto oborem, která se od roku 1998 každoročně koná v Brně na přelomu května a června v rámci festivalu Brno – město uprostřed Evropy. Samotný název události je latinský, v českém překladu znamená „Plamen Brna“ nebo „Brněnský plamen“ a má odkazovat na podstatu celé slavnosti a také její umístění do moravské metropole.
Ohňostroje bývají sladěny s hudebním doprovodem, který je vysílán v místních rádiích i reprodukován na místech konání. V průběhu let se ustálil programový koncept, v jehož rámci jsou soutěžní ohňostroje o délce asi 20 minut odpalovány z hladiny Brněnské přehrady, nesoutěžní preludium o délce asi 14 minut v Denisových sadech na Petrově, závěrečné grandfinále či epilog rovněž o délce asi 14 minut z hradu Špilberku.

## Historie
První ročník se konal festival ve čtyřech po sobě jdoucích dnech, během kterých byly odpáleny tři ohňostroje.
V letech 1998 až 2002 odpalovaly ohňostroje pouze domácí firmy, od roku 2003 je soutěžní přehlídka mezinárodní. V letech 1999 a 2001 byla realizována jen jako nesoutěžní. Od počátku je kromě hlavní ceny udílena také Cena České televize „Scéna mezi ohni“ a Cena Českého rozhlasu „Hudba mezi ohni“, veřejnost také hlasuje o vítězi Ceny diváka. Od roku 2012 byla navíc zavedena Cena primátora statutárního města Brna za nejlepší design povinné úvodní části.
Do roku 2000 byly soutěžní ohňostroje odpalovány a sledovány diváky na Kraví hoře v centru města, v roce 2001 byly poprvé odpáleny na Brněnské přehradě v Bystrci. Po přemístění na Brněnskou přehradu může ohňostroje sledovat více diváků (jednotlivé ohňostroje sleduje i za nepříznivého počasí přes 100 000 diváků, rekordní návštěvnost byla 200 000 diváků), tvůrci mohou používat mohutnější efekty a při kompozici pracovat s odrazy na vodní hladině. Ohňostroje se na přehradě odpalují z ukotveného plovoucího pontonu, s ovládáním na dálku. Protože docházelo k potenciálně nebezpečným pokusům plavců i lidí na lodích přiblížit se k pontonu, byl posléze v průběhu ohňostroje zcela zakázán pohyb lidí na hladině.
Pro jubilejní 25. ročník v roce 2023 organizátoři ohlásili, že by v něm měli soutěžit vítězové předchozích ročníků z let 2018 až 2022.

## Ročníky

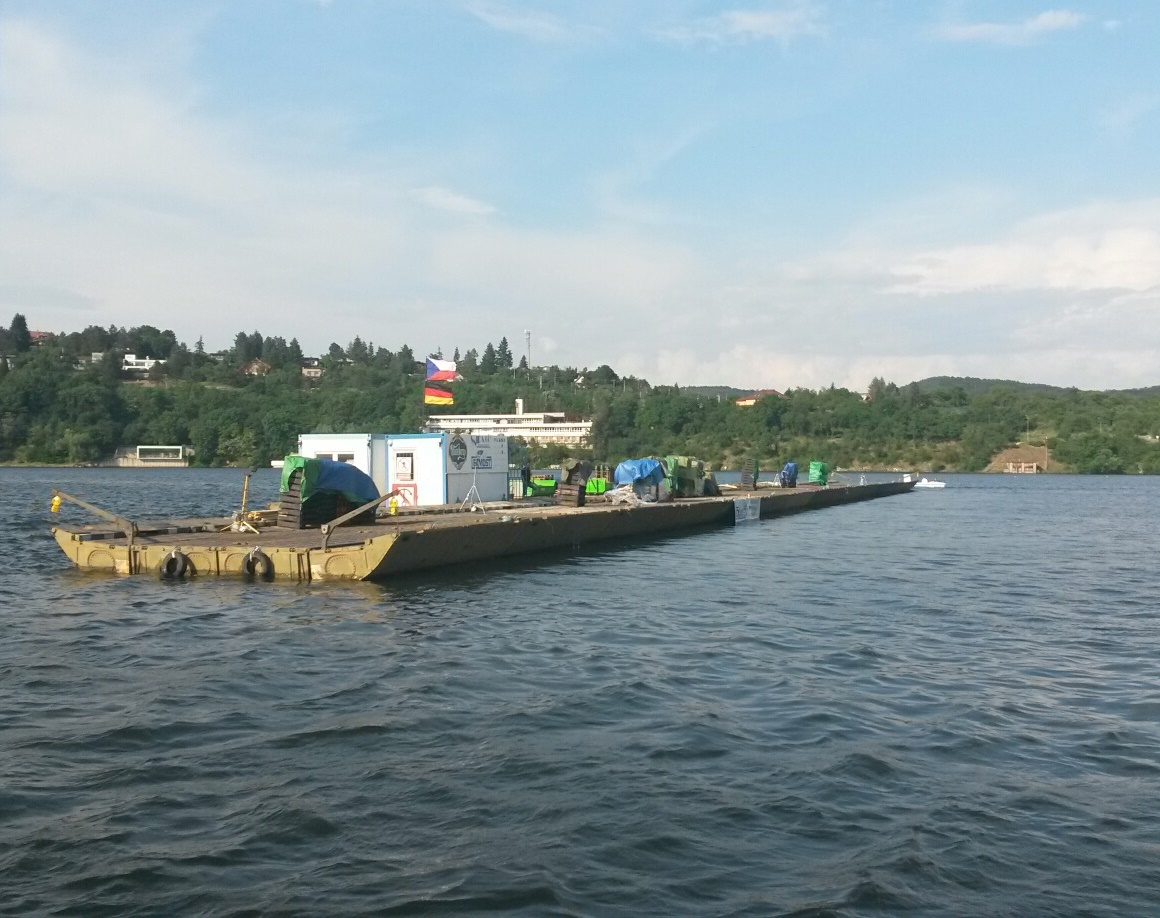
Odpalovací rampa ohňostrojů na Brněnské přehradě (2016)

Přesné termíny konání se v jednotlivých letech proměňovaly, stejně jako počty realizovaných ohňostrojů a další okolnosti:
- 10. ročník probíhal od 18. května do 1. června 2007.
- 11. ročník proběhl od 23. května do 6. června 2008. Při něm se konalo 24. května ještě druhé preludium, uspořádané na Brněnském výstavišti při příležitosti oslav 80. výročí otevření výstaviště.
- 12. ročník se konal ve dnech 22. května do 5. června 2009.
- 13. ročník přehlídky probíhal od 21. května do 6. června 2010, přičemž ohňostrojné prelude se poprvé uskutečnilo v nákupním a zábavním centru Olympia.[7]
- 14. ročník proběhl ve dnech 27. května až 10. června 2011, prelude se konalo v Denisových sadech.
- 15. ročník proběhl ve dnech 25. května až 8. června 2012. Prelude proběhlo na Kraví hoře, finále v Denisových sadech, soutěžní ohňostroje již tradičně na brněnské přehradě. Zúčastnily se jej týmy z České republiky, Rakouska, Španělska, Austrálie a Číny.
- 16. ročník proběhl ve dnech 25. května až 14. června 2013.
- 17. ročník se konal v období 23. května až 21. června 2014.
- 18. ročník proběhl 28. května až 20. června 2015.
- 19. ročník se konal v době od 4. června do 18. června 2016.

| Č.  | Rok  | Ohňostroje    | Ohňostroje | Ohňostroje                                | Ohňostroje                                                 | Ohňostroje                                                    | Povinná část        | Další poznámky                    |
| Č.  | Rok  | Datum         | Místo      | Realizátor                                | Název/téma                                                 | Poznámky                                                      | Povinná část        | Další poznámky                    |
| --- | ---- | ------------- | ---------- | ----------------------------------------- | ---------------------------------------------------------- | ------------------------------------------------------------- | ------------------- | --------------------------------- |
| 20. | 2017 | pá 26. května | Špilberk   | Česko, Theatrum Pyroboli                  | Nebe v plamenech                                           | prelude                                                       | Ježek: Bugatti step | [ 4 ] [ 9 ] [ 10 ] [ 11 ]         |
| 20. | 2017 | so 3. června  | přehrada   | Česko, Ignis Brunensis Team               | Jack Sparrow                                               | [ 12 ]                                                        | Ježek: Bugatti step | [ 4 ] [ 9 ] [ 10 ] [ 11 ]         |
| 20. | 2017 | st 7. června  | přehrada   | Rakousko, Pyrovision                      | Pocta Hansi Zimmerovi …a Jaroslavu Ježkovi                 | [ 13 ]                                                        | Ježek: Bugatti step | [ 4 ] [ 9 ] [ 10 ] [ 11 ]         |
| 20. | 2017 | so 10. června | přehrada   | Německo, Innovative Pyrotechnik           | Pyro Rapsodie                                              |                                                               | Ježek: Bugatti step | [ 4 ] [ 9 ] [ 10 ] [ 11 ]         |
| 20. | 2017 | st 14. června | přehrada   | Švýcarsko, Sugyp + Čína, Jin Yi Fireworks | Šťastný pohled na život                                    | Cena Českého rozhlasu                                         | Ježek: Bugatti step | [ 4 ] [ 9 ] [ 10 ] [ 11 ]         |
| 20. | 2017 | so 17. června | přehrada   | Španělsko, Pirotecnia Ricardo Caballer    | Kouzelné sny                                               | Hlavní cena, Cena České televize, Cena primátora, Cena diváka | Ježek: Bugatti step | [ 4 ] [ 9 ] [ 10 ] [ 11 ]         |
| 20. | 2017 | so 24. června | Špilberk   | Česko, Flash Barrandov SFX                | Nebe na zemi                                               | epilog                                                        | Ježek: Bugatti step | [ 4 ] [ 9 ] [ 10 ] [ 11 ]         |
| 21. | 2018 | so 2. června  | přehrada   | Česko, Flash Barrandov SFX                | Ó štěstěno, … jak Měsíc proměnlivý vždy ubýváš a dorůstáš… | prelude, Cena diváka                                          | Dvořák: Karneval    | [ 4 ] [ 16 ] [ 17 ] [ 18 ] [ 19 ] |
| 21. | 2018 | st 6. června  | přehrada   | Polsko, Surex                             | Symfonie barev                                             | Cena primátora                                                | Dvořák: Karneval    | [ 4 ] [ 16 ] [ 17 ] [ 18 ] [ 19 ] |
| 21. | 2018 | so 9. června  | přehrada   | Rumunsko, Pyro Events                     | Rumunsko 100 – pocta k 100. výročí Velkého Rumunska        | [ 22 ]                                                        | Dvořák: Karneval    | [ 4 ] [ 16 ] [ 17 ] [ 18 ] [ 19 ] |
| 21. | 2018 | st 13. června | přehrada   | Francie, POK 2.0 Lux Factory              | Noc pod hvězdami                                           | Hlavní cena, Cena Českého rozhlasu, Cena České televize       | Dvořák: Karneval    | [ 4 ] [ 16 ] [ 17 ] [ 18 ] [ 19 ] |
| 21. | 2018 | so 16. června | Špilberk   | Česko, Ignis Brunensis Team               | Ach synku, synku…                                          | epilog, Cena diváka                                           | Dvořák: Karneval    | [ 4 ] [ 16 ] [ 17 ] [ 18 ] [ 19 ] |
| 22. | 2019 | pá 24. května | Špilberk   | Česko, Theatrum Pyroboli                  | MHD ve třech stoletích: koněspřežka – Carolinka – šalina   | prelude ke 150. výročí MHD v Brně                             | charleston          | [ 26 ] [ 27 ] [ 28 ] [ 29 ]       |
| 22. | 2019 | so 1. června  | přehrada   | Česko, Flash Barrandov SFX                | Bůh ochraňuj královnu                                      | nesoutěžní opening show k 95. výročí Českého rozhlasu Brno    | charleston          | [ 26 ] [ 27 ] [ 28 ] [ 29 ]       |
| 22. | 2019 | st 5. června  | přehrada   | Portugalsko, Grupo Luso Pirotecnia        | Ohňový tanec                                               | [ 30 ]                                                        | charleston          | [ 26 ] [ 27 ] [ 28 ] [ 29 ]       |
| 22. | 2019 | so 8. června  | přehrada   | Filipíny, Platinum Fireworks              | Jazz jak má být                                            |                                                               | charleston          | [ 26 ] [ 27 ] [ 28 ] [ 29 ]       |
| 22. | 2019 | st 12. června | přehrada   | Norsko, North Star Fireworks              | Bojuj za své sny                                           |                                                               | charleston          | [ 26 ] [ 27 ] [ 28 ] [ 29 ]       |
| 22. | 2019 | so 15. června | Špilberk   | Česko, Ignis Brunensis Team               | Gaudeamus Igitur                                           | epilog na počest jubileí brněnských univerzit                 | charleston          | [ 26 ] [ 27 ] [ 28 ] [ 29 ]       |

## Organizace a financování
Přehlídku pořádá reklamní společnost Snip & Co na základě smlouvy s městem Brnem. Podle vyjádření ředitele Jiřího Morávka z června 2015 byla akce v té době zhruba z jedné třetiny financována z veřejných rozpočtů, tehdy v částce 3 miliony korun, celkový rozpočet se pohyboval kolem 10 milionů. V roce 2013 na rozpočet obdobné výše přispělo město částkou 2,5 milionu a Jihomoravský kraj dvěma miliony, částka vydaná pořadateli ohňostrůjcům za jedno představení činila 17 tisíc eur.
V roce 2016 město Brno podepsalo se společností Snip & Co. smlouvu na další tři roky, ačkoli současně zrušilo tradiční novoroční ohňostroj, rovněž realizovaný stejnou společností. V roce 2019 město Brno přispělo částkou 2,4 milionu korun.

## Kritika
Přehlídka Ignis Brunensis bývá jako každá akce většího rozsahu kritizována např. ze strany některých obyvatel městské části Bystrc či chatařů v okolí přehrady, a to pro údajné mrhání penězi, hlučnost a rušení nočního klidu, dopravní komplikace, výtržnosti, poškozování prostředí kolem přehrady nebo pro negativní ekologické vlivy obecně. Kritiku týkající se hlučnosti ohňostrojů, způsobujících podle kritiků stresování a plašení nebo i úmrtí ptactva, zvěře a ryb, ředitel Snip & Co Jiří Morávek odmítal tvrzením, že se akce koná v hojně navštěvované lokalitě v blízkosti města a hlučnější než ohňostroje jsou i bouřkové hromy. Kromě hlučnosti samotné používané pyrotechniky se předmětem stížností stávají také kolotočové atrakce v místě konání.
Vliv odpalování ohňostrojů na kvalitu ovzduší je od roku 2015 sledován Českým hydrometeorologickým ústavem v Brně, v roce 2018 se měřilo nově v areálu Jachtklubu. Byly pozorovány prokazatelné nárůsty především koncentrací suspendovaných částic, oxidů dusíku a některých kovů (např. 50násobek u draslíku, 17,5násobek u hořčíku). Nedošlo však k překročení žádného imisního limitu – přičemž u řady kovů není žádný limit stanoven, ačkoli zvýšená koncentrace naměřena byla. Podle zprávy brněnské pobočky ČHMÚ se na žádné z měřicích stanic v Brně v roce 2018 ohňostroje neprojevily, s výjimkou účelového měření přímo na přehradě. Podle soukromého názoru Jáchyma Brzeziny pak má drobná pyrotechnika odpalovaná jednotlivci během Silvestra mnohonásobně vyšší vliv na celkovou kvalitu ovzduší ve městech než jeden velký ohňostroj.
Podobně jako u celého festivalu Brno – město uprostřed Evropy jsou zpochybňována čísla návštěvnosti. Ta dodává samotný organizátor a jsou údajně založena na nekvalifikovaných odhadech. Ani představitelé města Brna nijak věrohodně nedoložili svá tvrzení o nárůstu zahraničních návštěvníků. Podle odhadů policie sledovalo například úvodní prelude v roce 2018 celkem 180 tisíc diváků.
V roce 2015 přehlídku kritizoval radní Brna-střed za hnutí Žít Brno Svatopluk Bartík jako příležitost k pokleslé zábavě či pijanství a návrat do 90. let, za který se stydí. Oponoval mu mimo jiné opoziční zastupitel Jindřich Zechmeister z ČSSD i sami pořadatelé.
Když byl v roce 2019 připraven ohňostroj k uctění významných výročí brněnských univerzit, skupina akademiků, vyučujících i studentů Masarykovy univerzity protestovala proti ohňostroji coby atrakci nepřátelské lidem i přírodě a prostřednictvím akademického senátu se obrátila na organizátory se žádostí o jeho zrušení. Neuspěla však.

## Fotogalerie

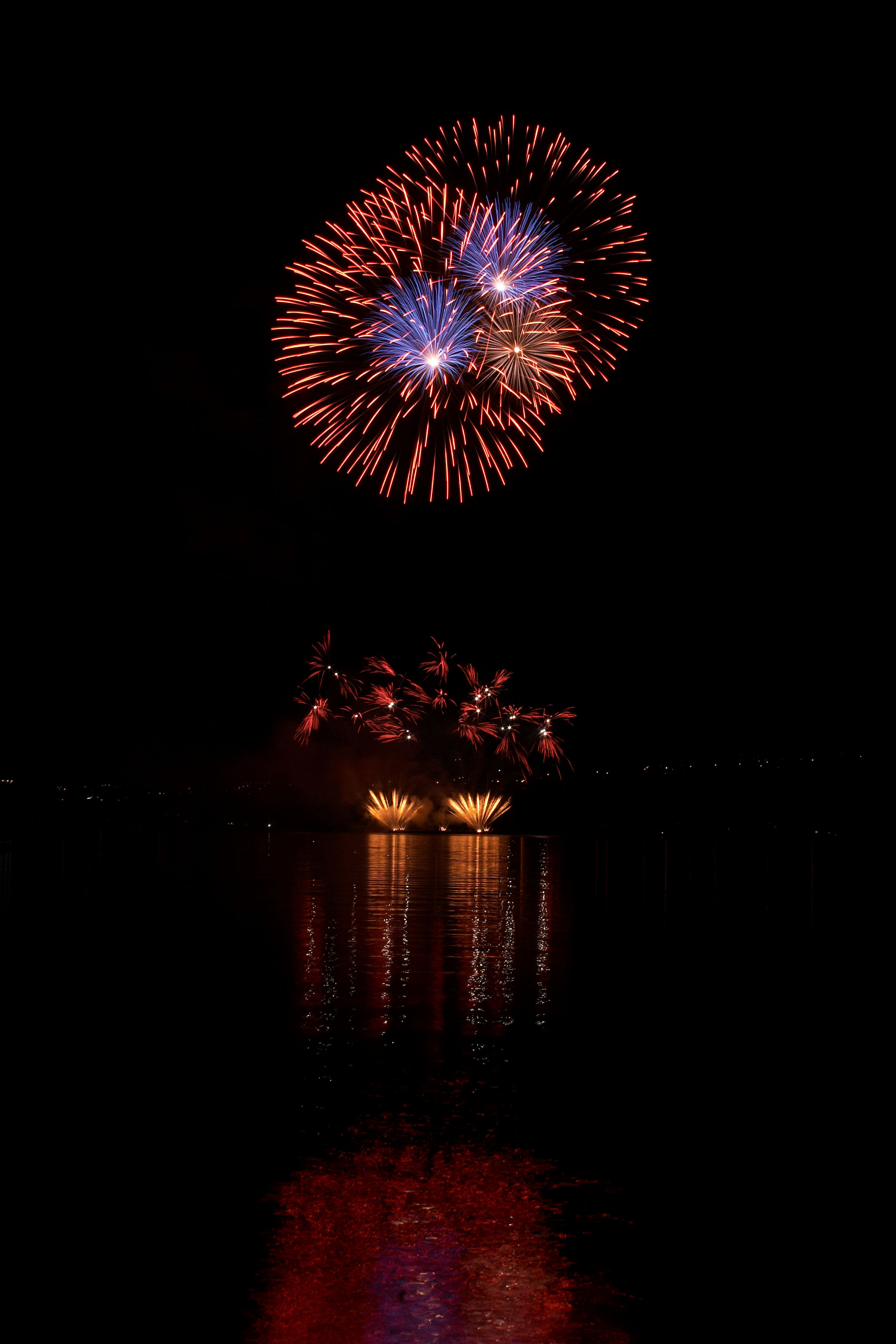
Ignis Brunensis 2006, ohňostroj portugalské společnosti Macedo’s Pirotecnia 31. května
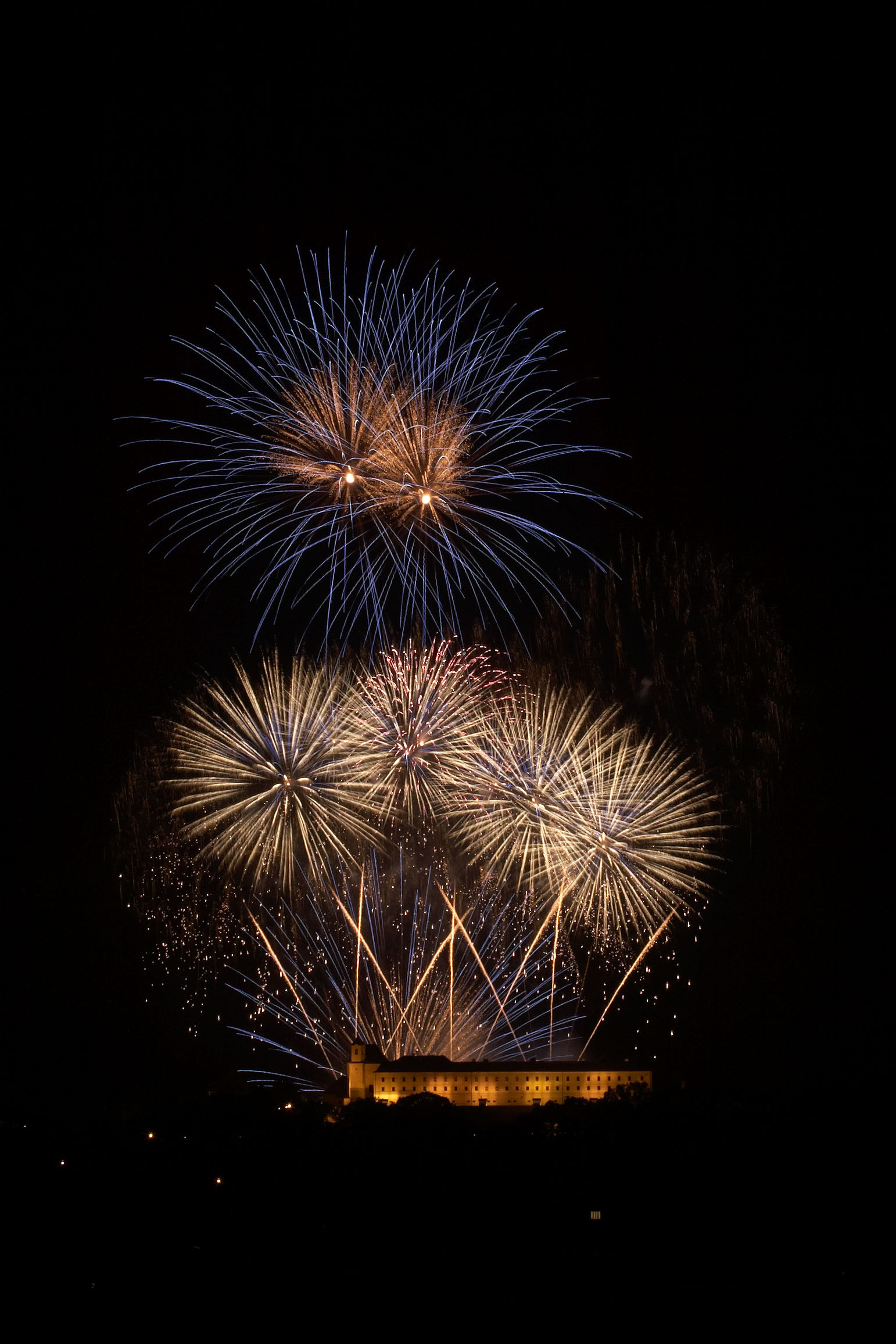
Ignis Brunensis 2007, nesoutěžní ohňostroj české společnosti Flash Barrandov 1. června
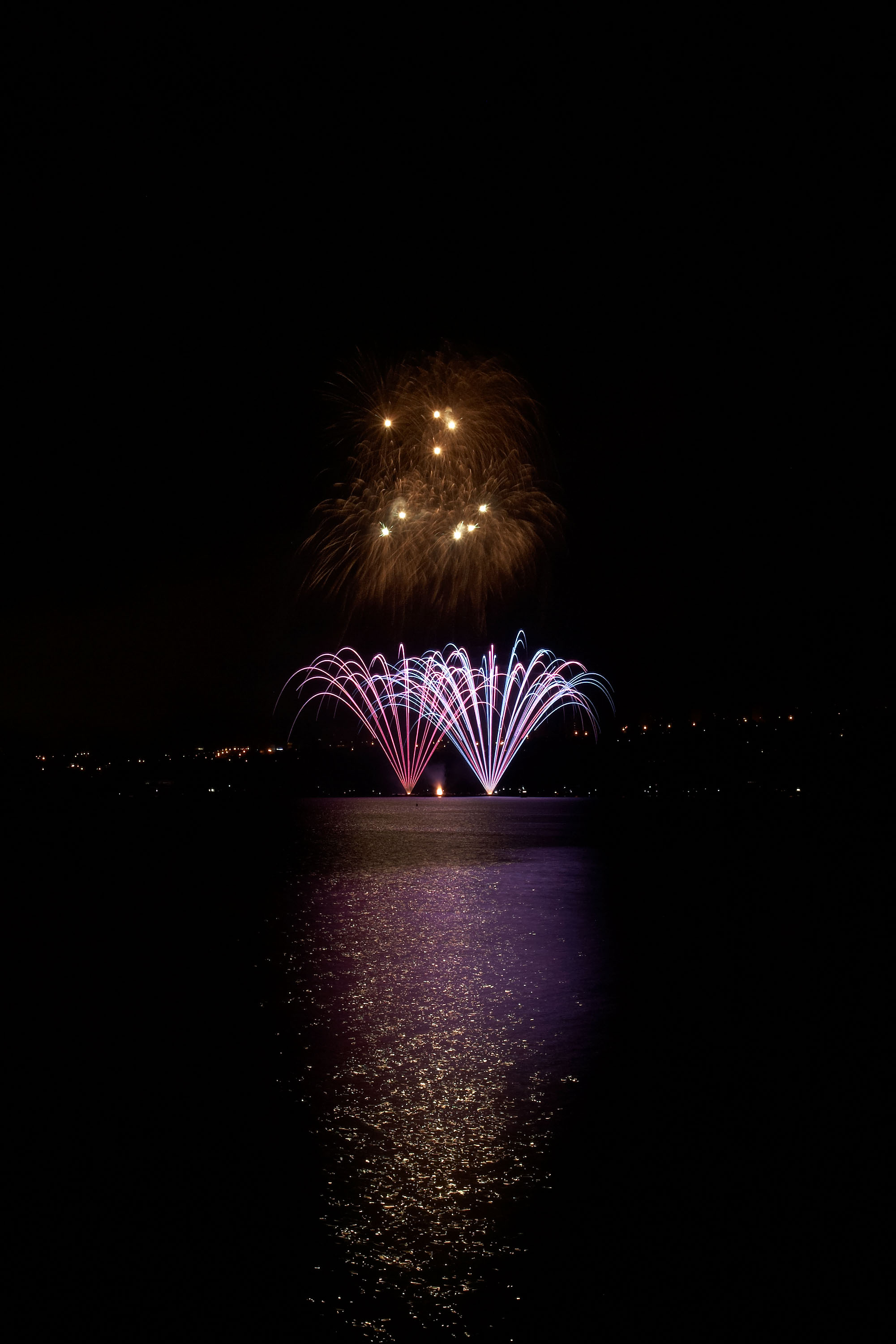
Ignis Brunensis 2007, ohňostroj italské společnosti Panzera 26. května
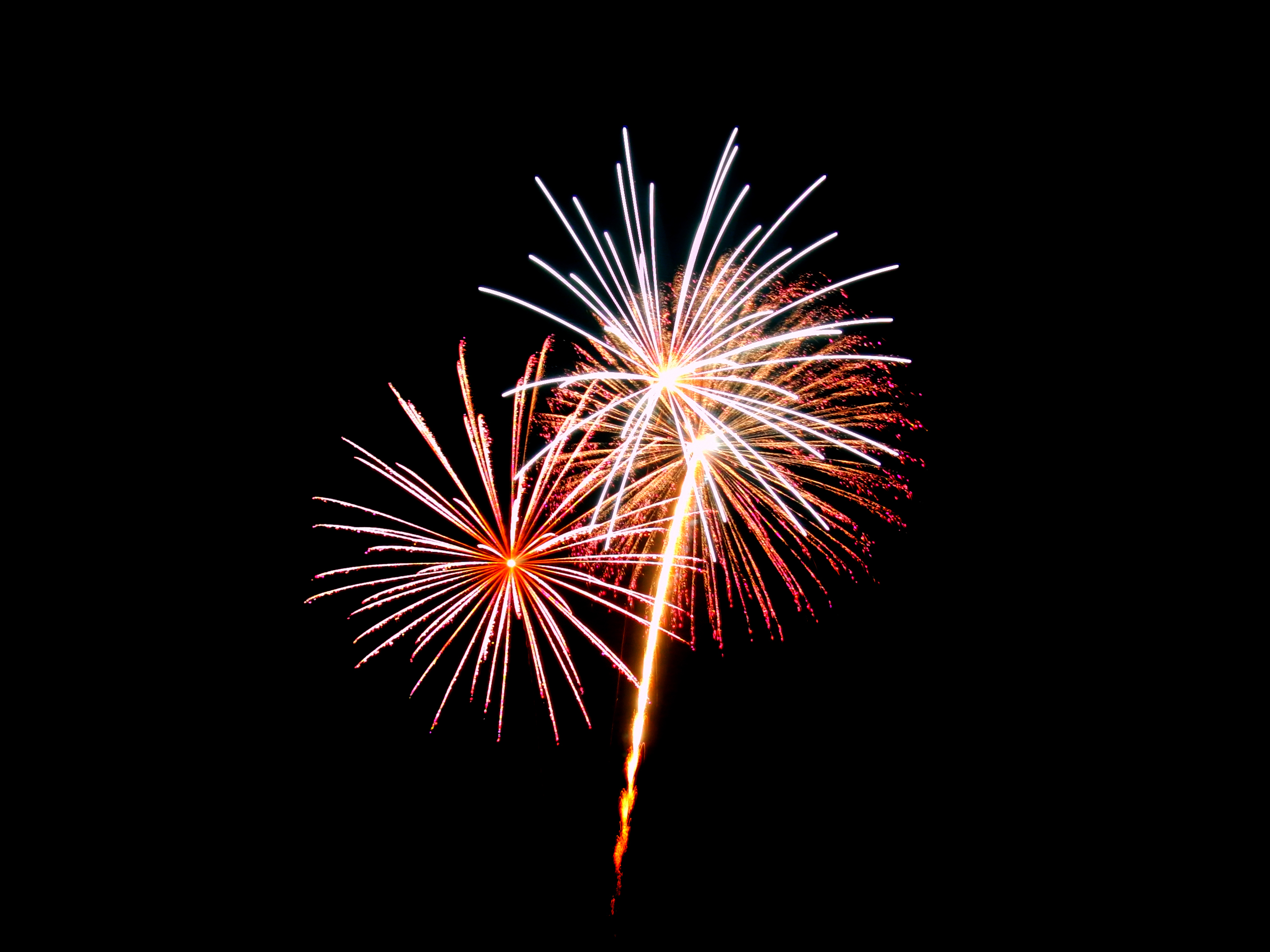
Ignis Brunensis 2008, ohňostroj 31. května
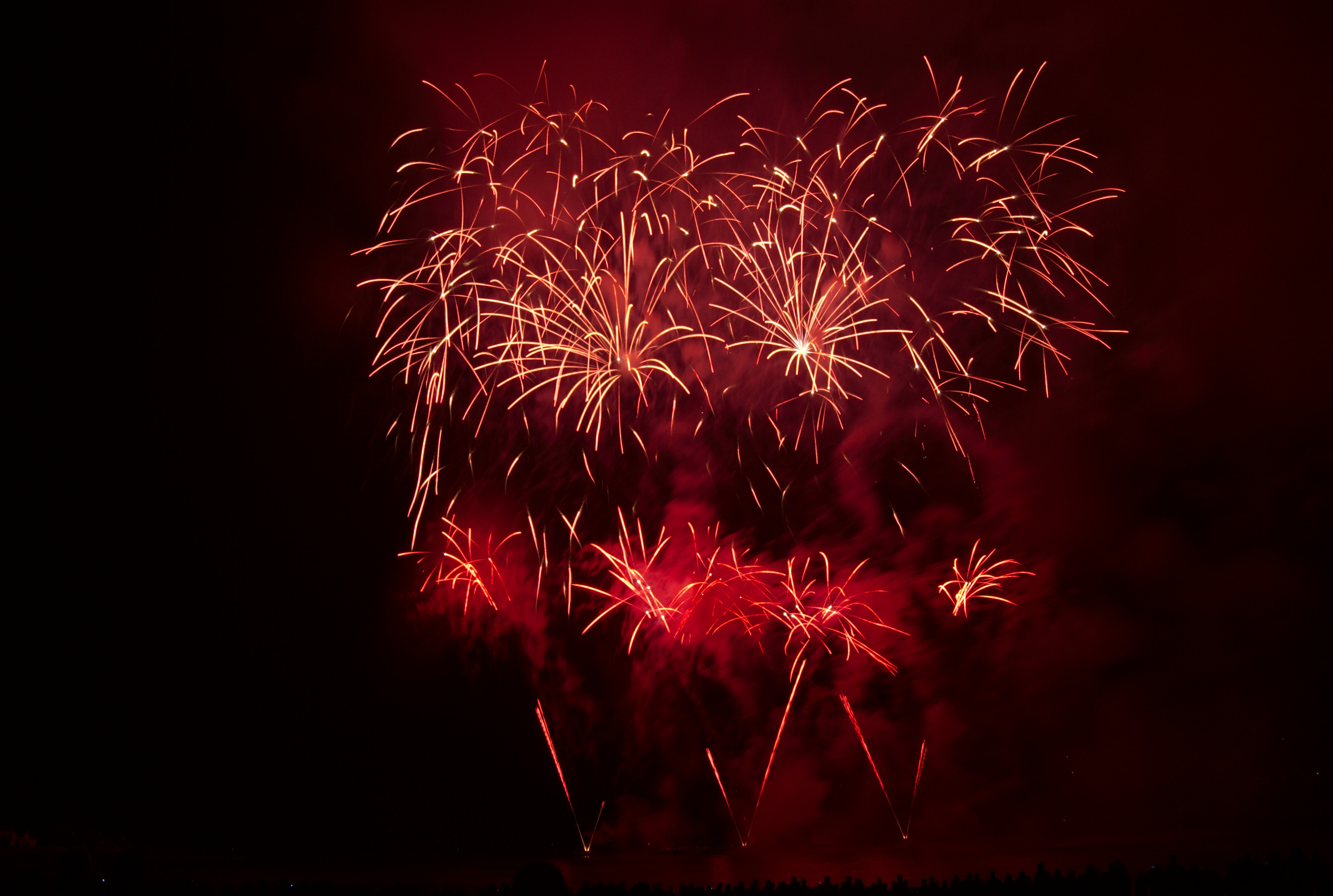
Ignis Brunensis 2009, ohňostroj rakouské společnosti Pyrovision 30. května
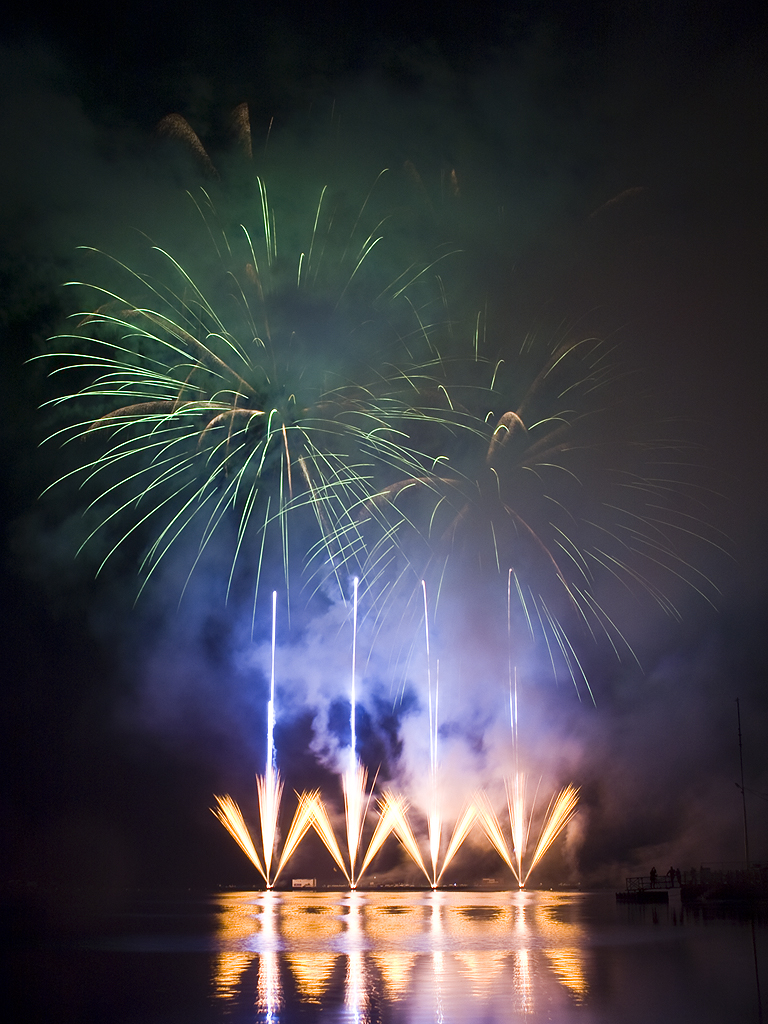
Ignis Brunensis 2010, ohňostroj německé společnosti Noctiluca 26. května
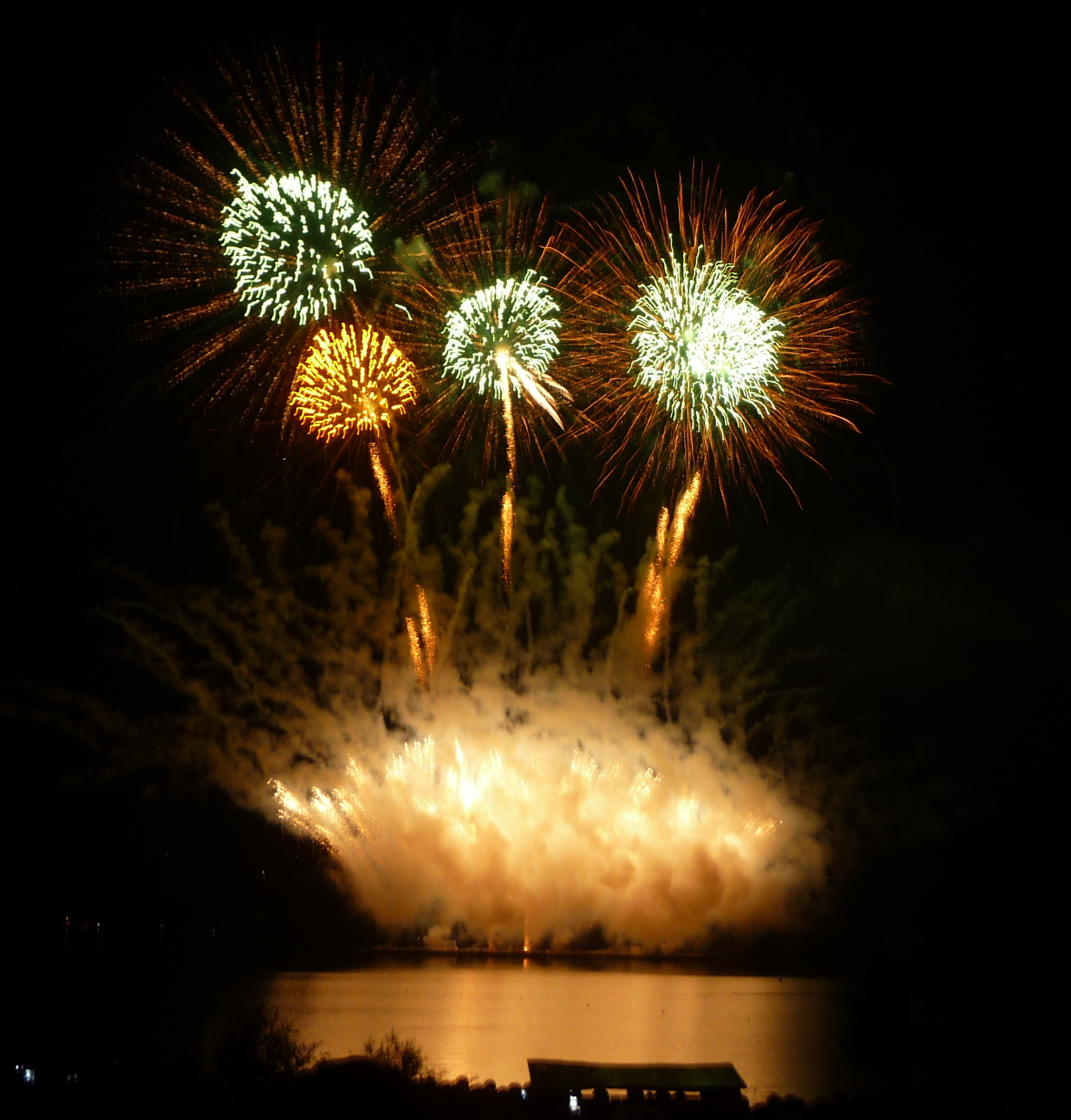
Ignis Brunensis 2012, ohňostroj čínské společnosti Panda Fireworks 6. června